# Décès en 1989
Décès
- 1985
- 1986
- 1987
- 1988
- 1989
- 1990
- 1991
- 1992
- 1993

Cet article présente une liste de personnalités mortes au cours de l'année 1989 dont la date de décès précise est inconnue.
La liste des personnes référencées dans Wikipédia est disponible dans la page de la Catégorie:Décès en 1989

Les mois de l'année font l'objet de listes spécifiques :

## Date inconnue
- René Aleman, haltérophile français (° 23 novembre 1913).
- Pierre Arcambot, peintre français (° 27 mai 1914).
- Benn, peintre français d'origine russe (° 1905).
- Bocar Pathé Diong, peintre sénégalais (° 1946).
- Amédée de Gislain, peintre et sculpteur sur bois français (° 20 mai 1895).
- Roman Greco, peintre français d'origine roumaine  (° 1904).